# Ordynariat Polowy Ekwadoru
Ordynariat Polowy Ekwadoru (hiszp. Obispado Castrense del Ecuador) – ordynariat polowy Kościoła rzymskokatolickiego w Ekwadorze podległy bezpośrednio Rzymowi. Został erygowany 30 marca 1983 roku.

## Ordynariusze
- Juan Ignacio Larrea Holguín (1983–1989)
- Raúl Eduardo Vela Chiriboga (1989–2003)
- Miguel Angel Aguilar Miranda (2004–2014)
- Segundo René Coba Galarza (2014–2019)
- José Miguel Asimbaya Moreno (od 2023)